# Wales-Gletscher
Der Wales-Gletscher ist ein kurzer Gletscher unmittelbar westlich des Mount Barnes am östlichen Ende der Kukri Hills im ostantarktischen Viktorialand. Er fließt in nördlicher Richtung ins Taylor Valley. Teilnehmer der britischen Terra-Nova-Expedition (1910–1913) benannten ihn nach dem zum Vereinigten Königreich gehörenden Land Wales.